# Komsomolsk (obwód iwanowski)
Komsomolsk – miasto w Rosji, w obwodzie iwanowskim. W 2010 roku liczyło 8693 mieszkańców.